# Radikal 129

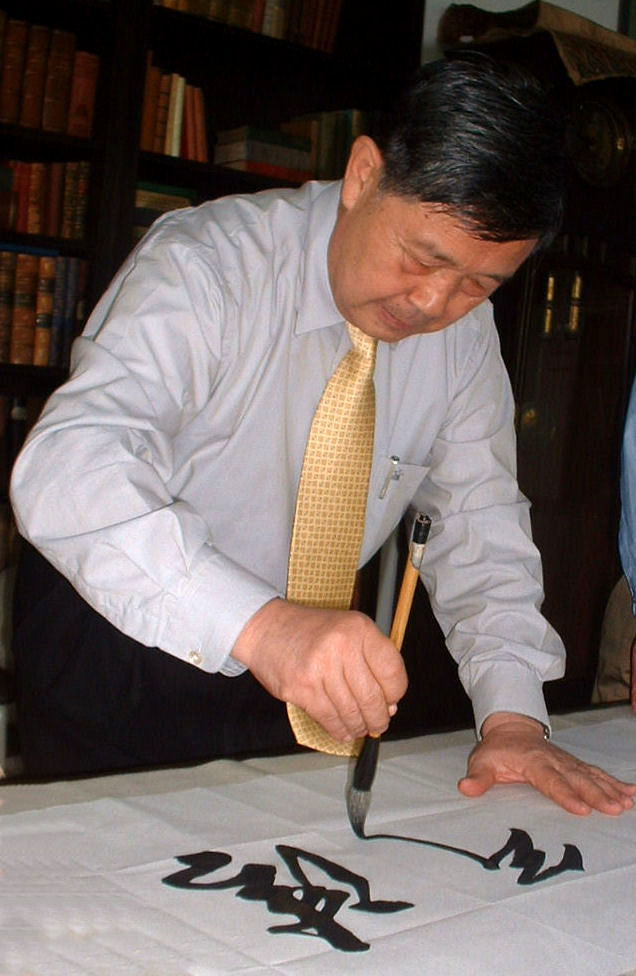
Kalligraf bei der richtigen Handhabung des Schreibpinsels

Radikal 129 mit der Bedeutung „Schreibpinsel“ ist eines von 29 der 214 traditionellen Radikale der chinesischen Schrift, die mit sechs Strichen geschrieben werden.
Mit 5 Zeichenverbindungen in Mathews’ Chinese-English Dictionary gibt es sehr wenige Schriftzeichen, die unter diesem Radikal im Lexikon zu finden sind.
Das Radikal „Pinsel“ nimmt nur in der Langzeichen-Liste traditioneller Radikale, die aus 214 Radikalen besteht, die 129. Position ein. In modernen Kurzzeichen-Wörterbüchern kann es sich an ganz anderer Stelle finden. 
Die Siegelschrift-Form zeigt eine Hand mit einem Pinsel, so dass 聿 als Urform von 笔 (bǐ = Pinsel) gelten kann. (Manche Experten meinen, die Hand hielt in der Ur-Form statt eines Pinsels ein Tuch 巾 jīn).
Mit der Aussprache ni hatte die Variante mit nur einem Horizontalstrich unten die gleiche Bedeutung wie 聿, weshalb die Radikaltabellen in der Regel beide Varianten führen. Die 肀 ni-Form bezeichnet das Cihai als 聿字头 (yùzìtóu Kopf des Zeichens 聿). Alte Wörterbücher und das Ciyuan führen 肀 (ni) nicht als Radikal, sondern nur das sechsstrichige 聿. 肀 (ni) kam erst mit Kurzzeichen als neues Radikal auf.
肀 ni ist ausschließlich Radikal und stellt, sofern es als Sinnträger auftritt, seine Zeichen in die Bedeutung von „etwas mit einem Pinsel tun“, wie zum Beispiel in 肄 (= studieren). 肃 (in: 严肃 yánsù = ernsthaft; 肃 sù zeigt in seiner Siegelform die Hand mit dem Pinsel oder dem Tuch über einem tiefen Gewässer und diese Tätigkeit über der Tiefe ist mit Gefahr verbunden, woraus sich die Bedeutung Respekt ableitet).
In 律 (lǜ = Gesetz, Regel) fungiert 聿 als Lautträger neben dem Doppelmenschen, 彳. In 建 (jiàn = bauen) finden sich die Komponenten 廴 (als Überbleibsel von 廷 ting = Herrscherhof) und 聿 als Überbleibsel von 律 (lǜ). Die Urbedeutung von 建 (jiàn) ist eine Dynastie errichten. 聿 fungiert hier nur als allgemeine Komponente.
Schreibvarianten:  肀 (vier Striche), 𦘒 und ⺻  (fünf Striche), 聿 (sechs Striche).

## Schriftzeichenverbindungen, die vom Radikal 129 regiert werden
| Striche | Zeichen  |
| ------- | -------- |
| +0      | 聿 肀    |
| +04     | 肁 肂 肃 |
| +05     | 粛       |
| +07     | 肄 肅 肆 |
| +08     | 肇 肈    |

 Im Unicodeblock Kangxi-Radikale ist das Radikal 129 unter der Codepointnummer 12.160 (U+2F80) codiert.